# Friesack
Friesack é um município da Alemanha, situado no distrito de Havelland, no estado de Brandemburgo. Tem 83,67 km² de área, e sua população em 2019 foi estimada em 2.524 habitantes.